# 韦拉克鲁什 (阿威罗)
韦拉克鲁什是葡萄牙阿威罗区的一个堂区。总面积38.8平方公里，总人口8652人，人口密度223人/平方公里。